# (32423) 2000 RO43
2000 RO43 (asteroide 32423) é um asteroide da cintura principal. Possui uma excentricidade de 0.11672530 e uma inclinação de 7.09203º.
Este asteroide foi descoberto no dia 3 de setembro de 2000 por LINEAR em Socorro.